# Bazarella neglecta
Bazarella neglecta är en tvåvingeart som först beskrevs av Eaton 1893.  Bazarella neglecta ingår i släktet Bazarella och familjen fjärilsmyggor. Inga underarter finns listade i Catalogue of Life.